# Zone industrielle de Yaoundé-Sud
La Zone industrielle de Yaoundé-Sud en abrégé ZIYAS est un territoire de la ville de Yaoundé où sont implantées plusieurs industries et sociétés d'essences, de stockage, de pharmacie, de tôlerie, de transports, de commerce, d’agroalimentaire, et de pétrole. Elle est située dans l'arrondissement de Yaoundé III.

## Description
Les 124 entreprises industrielles de la ville de Yaoundé sont majoritairement localisées dans deux territoires en périphérie Nsam et Mvan appartenant au même arrondissement, Yaoundé III. Le taux de viabilisation estimé à 40 % au cours de l'année 2021 est revu suivant les plans des dirigeants à 60%, malgré les litiges fonciers rencontrés avec des populations riveraines.

## Gestion
| \| 500 km1:18 610 000 \| Yaoundé (114 ha) Bassa(150 ha) Ngaoundéré (115 ha) Djamboutou (90 ha) Bamenda (44 ha) Ombé (17 ha) Koumé (105 ha) Mandjou (120 ha) Bonabéri (192 ha) Bafoussam (28 ha) Kribi (3000 ha) Yassa (400 ha) Dibombari (300 ha) Nomayos (201 ha) Meyomessala (100 ha) |
| 500 km1:18 610 000 |

| 500 km1:18 610 000 |

| Zones industrielles existantes |
| Zones industrielles en projet  |
| (192 ha) Taille (en hectares)  |

La gestion de la zone industrielle de Yaoundé-Sud est assurée par la Mission de développement et d’aménagement des zones industrielles (MAGZI) sous-tutelle du Ministère des Mines, de l’Industrie et du Développement Technologique.

## Litiges
La zone industrielle de Yaoundé-Sud était occupée par des populations qui pour certaines refusent de libérer les lieux à la suite d'un début de travaux conduisant à la viabilisation totale de ZIYAS. Le delai de libération des lieux est prévu pour le 10 juillet 2021.
La zone industrielle de Yaoundé-Sud a expulsé dix entreprises pour irregularité de ces dernières.